# Buck Young
Buck Young est un acteur américain né à Los Angeles, en Californie, le 12 avril 1920, et mort dans cette ville le 9 février 2000 .

## Filmographie

### Au cinéma
- 1952 : Un si doux visage (Angel Face) d'Otto Preminger
- 1953 : Un galop du diable (Money from Home) de George Marshall
- 1953 : French Line (The French Line) de Lloyd Bacon : Photographe
- 1954 : Le clown est roi (3 Ring Circus) de Joseph Pevney : Soldat
- 1957 : Amour frénétique (Loving You) de Hal Kanter : Assistant directeur
- 1966 : Deux minets pour Juliette ! (Not with My Wife, You Don't!) de Norman Panama : AP Colonel
- 1967 : Jeunes guerriers (The Young Warriors) : Schumacher
- 1970 : Suppose They Gave a War and Nobody Came? : Député Ron
- 1971 : The Late Liz : Logan Pearson
- 1972 : Pickup on 101 (en) de John Florea
- 1973 : Breezy de Clint Eastwood
- 1975 : Lepke : Second Reporter
- 1975 : Liquidez l'inspecteur Mitchell (Mitchell) d'Andrew V. McLaglen : Det. Aldridge
- 1976 : Un tueur dans la foule (Two-Minute Warning) de Larry Peerce
- 1977 : Claws : Pilote de l'hélicoptère
- 1979 : Du rouge pour un truand (The Lady in Red) : Hennessey
- 1982 : Un justicier dans la ville 2 (Death Wish II) de Michael Winner : Charles Pearce
- 1984 : Sam's Son : Marv Gates
- 1986 : Last Resort : Mr. Emerson

## Télévision
- 1969 : Le Virginien : saison 8 épisode 06 (The runaway) : Pete
- 1970 : Weekend of Terror : Un homme
- 1971 : They Call It Murder (en) : Charlie
- 1971 : Le Virginien saison 9 épisode 22 (The Town Killer) : Carter Reed
- 1973 : The Stranger : Tom Nelson
- 1974 : It's Good to Be Alive
- 1975 : Crossfire
- 1975 : Sky Heist : Officier de police
- 1975 : Katherine : Flic
- 1976 : Qu'est-il arrivé au bébé de Rosemary ? (Look What's Happened to Rosemary's Baby)
- 1976 : Panique en plein ciel (Mayday at 40,000 Feet!) : Garde
- 1977 : The Hostage Heart (en) : Eddie
- 1978 : La Conquête de l'Ouest (How the West Was Won) (série) : Will
- 1978 : Columbo (série), saison 7, épisode 3 : Meurtre parfait (Make Me a Perfect Murder) : Garde
- 1978 : The New Adventures of Heidi : Jensen
- 1978 : The Millionaire
- 1980 : Scrupules ("Scruples") (feuilleton)
- 1980 : The Jayne Mansfield Story
- 1981 : Shérif, fais moi peur (The Dukes of Hazzard, série TV) : The Marshall (Saison 3, épisode 17 : Un visiteur inattendu)
- 1981 : The Killing of Randy Webster : Client
- 1981 : En plein cauchemar (The Five of Me) : Colonel
- 1981 : Stand by Your Man : Policier
- 1981 : Golden Gate
- 1982 : Rehearsal for Murder : Lieutenant McElroy
- 1983 : I Take These Men : Juge
- 1983 : The Night the Bridge Fell Down
- 1985 : Gidget's Summer Reunion (en) : Bob
- 1986 : Au-dessus de la loi (Outrage!) : Reporter
- 1986 : Qui est Julia? (Who Is Julia?) : Officier de police
- 1989 : Tarzan in Manhattan
- 1992 : Columbo (série), saison 12, épisode 1 : Un seul suffira (A Bird in the Hand...)